# The Rosary (film, 1915)
The Rosary est un film muet américain réalisé par Colin Campbell et sorti en 1915.

## Synopsis
Devenu propriétaire d'une immense fortune, Bruce Wilton n'a qu'une pensée : rendre sa compagne, Vera, heureuse en la couvrant de cadeaux. Mais un jour, il reçoit une lettre anonyme compromettante. Il en informe le Père Kelly, son ancien précepteur. Le prêtre va tenter de retrouver la personne qui tente de déstabiliser le foyer...

## Fiche technique
- Réalisation : Colin Campbell
- Scénario : Lanier Bartlett, d'après la pièce d'Edward E. Rose
- Photographie : Dal Clawson, Harry W. Gerstad
- Date de sortie : États-Unis : 28 juin 1915

## Distribution
- Kathlyn Williams : Vera Wallace
- Charles Clary : Père Brian Kelly
- Wheeler Oakman: Bruce Wilton
- Gertrude Ryan : Alice Wallace
- Eugenie Besserer : la veuve Kelly
- Harry Lonsdale : Kenward Wright
- Roland Sharp : Brian Kelly, jeune
- Frank Clark : Père Ryan
- Sidney Smith : Skeeters Martin
- Fred Huntley : Evarts
- Utahna La Reno : Madge Callahan, jeune
- Adda Gleason : Madge Callahan
- Roy Clark : Bruce Wilton, jeune
- George Hernandez : Barrister
- Robert Landers : Tim
- Jack McDonald : le docteur
- Anna Dodge : Bridget